# 怪人アンサー
怪人アンサー（かいじんアンサー）は、2002年以降にインターネット上で流布した都市伝説の一つである。
後に、創作された話であることがこの話の作者自身によって明らかにされた。

## 概要
元々は、ネットにおける都市伝説の伝播と流布について調べるために創作された作り話である。
流布している話の内容は、概ね以下のとおりである。
怪人アンサーは携帯電話を用いた儀式で呼び出せる怪人。10人が円形に並び、同時に隣の人に携帯電話を掛けると、すべてが通話中になるはずである。ところが、一つだけ別のところにつながる電話がある。それが怪人アンサーだ。 呼び出せばどんなことでも答えてくれるが、最後にアンサーから質問してくる。問題に答えられないと携帯電話から「今から行くね」と声が聞こえ、決して逃げることはできず体の一部分を引きちぎられてしまう。アンサーは頭だけで生まれてきた奇形児で、体の一部分を集めて完全な人間になろうとしているから。